# Devario auropurpureus
Espèce
Statut de conservation UICN

 EN B1ab(i,ii,iii,v)+2ab(i,ii,iii,v) : En danger
Synonymes
- Barilius auropurpureus Annandale, 1918
- Inlecypris auropurpurea (Annandale, 1918)

Devario auropurpureus est une espèce de poissons de la famille des Cyprinidés utilisée en aquariophilie. Elle est originaire du lac Inle en Birmanie.